# Brazilian Butt Lift
Der Brazilian Butt Lift ist eine operative Methode zur Vergrößerung des Gesäßes. Sowohl durch die natürliche Hautalterung als auch durch einen großen Gewichtsverlust oder äußerliche Faktoren kann der Po nach und nach seine Form verändern. Der Volumenaufbau kann dabei durch das Einsetzen spezieller Implantate oder durch die Verwendung von Eigenfett erfolgen.

## Implantate
Bei einer Vergrößerung mittels Implantaten setzt der Chirurg Schnitte an der Unterfalte des Pos und platziert die Implantate so im Gesäßmuskel. Dort hat er zuvor eine Art Tasche präpariert, damit die Implantate später nicht verrutschen. Die darüber liegende Muskelschicht verhindert, dass die Silikonkissen nach der Operation sichtbar sind. Die Naht sollte später so liegen, dass diese nicht sichtbar ist.
Mögliche unangenehme Nebenwirkungen können unter anderem anhaltende Schmerzen sein, die vor allem dann auftreten, wenn der Patient sitzt.

## Eigenfett
Damit es möglich ist, das Gesäß mithilfe von Eigenfett zu vergrößern, muss der Patient über genügend Depots verfügen, aus denen das benötigte Fett zuvor chirurgisch mittels Liposuktion entnommen werden kann. In einem aufwändigen Verfahren wird dieses anschließend gereinigt und aufbereitet. Anschließend injiziert der Chirurg das Eigenfett in das Gesäß und verleiht ihm so nach und nach eine voluminösere und rundere Form. Mit dieser Methode findet also eine Umverteilung der Fettdepots statt. So ist es beispielsweise möglich, die Oberschenkel durch die Fettabsaugung zu verschlanken und gleichzeitig den Po zu vergrößern.
Nicht alles von dem injizierten Fett wächst komplett ein, meist sind es um die 60 bis 80 %. Der Rest wird vom Organismus abgebaut.

## Nach der Operation
Bei leichten Straffungen kann der Patient anschließend die Klinik verlassen, bei größeren Eingriffen muss er meist einige Tage zur Beobachtung bleiben. Nach der Operation muss zur Unterstützung des Heilungsprozesses für mehrere Wochen spezielle Unterwäsche getragen werden.

## Risiko
Die operative Methode Brazilian Butt Lift wurde von vielen plastischen Chirurgen wegen ihres Risikos kritisch gesehen. Von 3000 Eingriffen endete einer damit, dass der Patient an den Folgen einer Fettembolie stirbt. Laut der SZ gilt sie sogar als die gefährlichste Schönheitsoperation der Welt. Die hohe Mortalität hat zu Anpassungen der OP-Technik geführt, die das Risiko signifikant absenken. In einer neueren Studie wird das Risiko einer tödlichen Fettembolie mittlerweile mit 1:14952 beziffert.